# Landau in der Pfalz
Landau in der Pfalz nebo zkráceně Landau je autonomní (kreisfrei) město v zemském okresu Jižní vinná stezka jižní spolkové země Porýní-Falc v Německu. V roce 2017 zde žilo přibližně 48 tisíc obyvatel. Od roku 1909 je univerzitním městem, jde o dlouholeté kulturní centrum a tržní a obchodní městečko obklopené vinicemi a vinařskou obcí Falcké vinařské oblasti. Landau se nachází ve východní části Falckého lesa, v Evropě je největším souvislým lesním porostem.

## Členění města
Obsahuje okrsky (Stadtteile) Arzheim, Dammheim, Godramstein, Mörlheim, Mörzheim, Nussdorf, Queichheim, a Wollmesheim.

## Politika
Městská rada se skládá ze 44 zastupitelů.

### Primátoři
Primátoři po druhé světové válce:
- 1946–1964: Alois Kraemer (CDU)
- 1964–1984: Walter Morio (CDU)
- 1984–2007: Christof Wolff (CDU)
- 2008–2015: Hans-Dieter Schlimmer (SPD)
- od roku 2016: Thomas Hirsch (CDU)

## Ekonomika
Důležitým oborem je vinařství.

## Kultura
Jméno města nesou luxusní otevřené kočáry s párem skládacích střech zvané „Landau“, které zde byly vyráběny.
Jako toponym[zdroj⁠?!] odsud pochází také velice rozšířené aškenázské příjmení Landau, jehož nositelem byl například slavný pražský vrchní rabín Jechezkel Landau.

## Slavní rodáci
- Éric de Moulins-Beaufort, remešský arcibiskup

## Partnerská města
- Haguenau, Francie